# Tân Hiến Anh
Tân Hiến Anh (chữ Hán: 辛宪英, 191 – 269), nguyên quán là quận Lũng Tây , sinh quán là Dương Địch, Dĩnh Xuyên , liệt nữ nổi tiếng thông minh thời Tam Quốc.

## Cuộc đời
Hiến Anh là con gái của Thị trung Tân Bì nhà Tào Ngụy, được gả cho Thái thường Dương Đam. Bà tính thông minh, có tài đánh giá. Khi Tào Phi được lập làm Thế tử (217), ôm gáy Tân Bì mà hỏi: "Anh Tân biết ta vui gì chăng?" Bì kể lại với Hiến Anh, bà than rằng: "Thế tử là người thay quân vương làm chủ tông miếu xã tắc. Thay thế nhà vua không thể không lo, làm chủ đất nước không thể không sợ, nên lo mà vui, sao được lâu dài! Nhà Ngụy sẽ không thịnh chăng?"
Em Hiến Anh là Sưởng làm tham quân của Đại tướng quân Tào Sảng. Năm Chánh Thủy thứ 10 (249), Tư Mã Ý muốn giết Sảng, nhân lúc Sảng đem Ngụy đế Tào Phương ra ngoài mà đóng cửa thành, phát động binh biến; tư mã Lỗ Chi của Sảng chặt then, muốn ra thành tìm gặp Sảng, gọi Sưởng cùng đi. Sưởng sợ, hỏi Hiến Anh rằng: "Thiên tử ở ngoài, Thái phó đóng cửa thành, người ta nói ông ấy sắp làm phản, có đúng không?" Bà đáp: "Việc này không thể biết được, nhưng ta đoán chừng, thái phó không làm không được. Minh hoàng đế sắp băng, nắm tay thái phó, phó thác hậu sự, lời ấy các quan trong triều còn nhớ. Tào Sảng cùng thái phó đều thụ cố mệnh, nhưng lại một mình chuyên quyền, đối với vương thất là bất trung, đối với nhân (luân) đạo (lý) là bất trực, hành động của thái phó chẳng qua là muốn giết Sảng đấy!" Sưởng hỏi: "Việc này có thành công hay không?" Hiến Anh đáp: "Sao lại không thành công! Tài năng của Sảng không phải là đối thủ của thái phó đâu." Sưởng hỏi: "Vậy Sưởng không nên đi à?" Hiến Anh đáp: "Sao có thể không đi! Giữ vững chức trách là đại nghĩa làm người. Biết người có nạn, thì phải cảm thấy thương xót; vả lại đã nhận làm việc cho người mà lại bỏ bê trách nhiệm, không may mắn chút nào. Hơn nữa phụng sự người, vì người mà chết, phải là kẻ thân cận kia, mày chỉ là kẻ đi theo số đông mà thôi." Sưởng bèn đi. Tư Mã Ý quả nhiên giết Sảng. Việc xong rồi, Sưởng than rằng: "Ta không theo lời chị, sẽ không giữ được nghĩa!"
Năm Cảnh Nguyên thứ 3 (262), Chung Hội nhận chức Trấn tây tướng quân, Hiến Anh hỏi cháu gọi Dương Đam bằng chú là Dương Hỗ rằng: "Chung Sĩ Quý sao lại ra phương tây?" Hỗ đáp: "Sắp diệt Thục đấy!" Hiến Anh nói: "Hội hành xử buông thả, không phải là thái độ của kẻ muốn làm bề tôi lâu dài, ta sợ hắn có chí khác." Hỗ nói: "Cô chớ nói nhiều." Khi Hội sắp lên đường, xin lấy con trai Hiến Anh là Dương Tú làm tham quân, bà lo lắng nói: "Hôm kia ta lo cho nước, hôm nay nạn kiếp đến với nhà ta rồi." Tú cố xin Tư Mã Chiêu, ông ta không nghe. Hiến Anh nói với Tú rằng: "Cứ đi! Nhớ lấy: Quân tử đời xưa ở nhà tận hiếu với cha mẹ, ra ngoài tận trung với nước nhà; vì chức vụ mà giữ lấy trách nhiệm, vì nghĩa lý mà giữ lấy lập trường, không nên khiến cha mẹ lo lắng là được. Để vượt qua mọi khó khăn ở nơi quân lữ, chỉ có tấm lòng nhân từ khoan thứ mà thôi." Hội quả nhiên làm phản ở Thục, còn Tú cũng bảo toàn được thân mà trở về.
Hiến Anh còn có tính kiệm ước. Dương Hỗ từng gởi cho Hiến Anh các thứ gấm vóc, bà hiềm rằng chúng quá quý giá nên đem trả lại.
Năm Thái Thủy thứ 5 (269), Hiến Anh mất, hưởng thọ 79 tuổi.

## Hậu duệ
- Con trai: Cấn làm đến Thượng thư hữu bộc xạ, Tú làm đến Tán kỵ thường thị
- Con gái: Không rõ tên, gả cho Hạ Hầu Trang (cháu nội của Hạ Hầu Uyên), về sau là bà ngoại của Tấn Nguyên đế
- Cháu ngoại: Hạ Hầu Trạm, con Hạ Hầu Trang, làm đến Tán kỵ thường thị, chép lại cố sự về Hiến Anh